# دو خواهر (فیلم ۱۹۵۱)
دو خواهر (انگلیسی: The Two Girls) یک فیلم در ژانر کمدی و درام به کارگردانی موریس دو کنونژ است که در سال ۱۹۵۱ منتشر شد. از بازیگران آن می‌توان به ژان تولو اشاره کرد.